# 도쿄 퍼포먼스 돌
도쿄 퍼포먼스 돌(일본어: 東京パフォーマンスドール)은 일본의 여성 아이돌 그룹이다. 멤버나 팬클럽의 명 애칭은 펄돌(パードル).
제1기 TPD(1990년 ~ 1996년)는 많은 인원이 스타일리시하게 노래하고 춤추는 여성 아이돌 그룹의 스타일을 일본의 음악 사상에 있어서 처음 확립했다.또, 하라주쿠 RUIDO에서 정기 공연을 실시해 착실하게 팬을 획득해, 국내 외의 각 도시에 자매 그룹(오사카 퍼포먼스 돌, 상하이 퍼포먼스 돌)을 결성하고 있는 것으로부터, AKB48 그룹이나 그 후에 메이저화 해 가는 라이브 아이돌의 뿌리적인 존재였다고도 말할 수 있다. 발표한 악곡은 당시의 디스코(마하라자나 줄리아나 도쿄 등)나 클럽(시바우라 GOLD 등)이나 스트리트에서 나오는 것과 같은 선진적인 댄스 음악을 참고하고 있으며, 참고원을 완전히 서양 음악으로 전환함으로써 쇼와 가요적인 기존의 아이돌 곡에서는 완전히 탈피하고 있다. 1기 TPD는 퍼포먼스와 악곡을 스타일리시하게 만들어 멋스러움을 지향했다는 점에서 여성 아이돌 그룹이면서도 아티스트적인 측면을 갖고 있다. 다만 21세기 여성 아이돌 그룹의 프론트 타입에 머물고 있으며, 후년 그룹과 비교해 실험적인 부분은 다수 존재한다.
2013년, 세대교체한 신멤버에 의해 약 17년만에 부활해, 이듬해에 CD에 데뷔했다.
1기 TPD 멤버와 팬들은 해체 후에도 커뮤니티를 형성하고 자체적으로 이벤트를 기획하는 등 과거와는 다른 형태로 활동 중이다.

## 제1기 (1990년 ~ 1996년)
프론트 멤버
- 키하라 사토미 (리더)
- 시노하라 료코
- 카와무라 치사
- 요네미츠 미호
- 이치이 유리
- 안나이 유코
- 야기타 마이

라이브 멤버
- 키후시 나츠코 (프론트 멤버로 승격)
- 히츠와리 카나코 (프론트 멤버로 승격)
- 시마즈 시호 (프론트 멤버로 승격)
- 세키 히로미 (프론트 멤버로 승격)
- 나토리 미호 (프론트 멤버로 승격)
- 아즈마 아사미 (프론트 멤버로 승격)
- 아라이 미야비 (프론트 멤버로 승격)
- 나카가와 마사코
- 이와나 미사코
- 후지모토 사오리
- 시노하라 아야
- 오토 후미
- 히라노 미호
- 사사키 토모미

멤버 일신 후 (1995년 ~ 1996년)
- 아라이 미야비 (리더)
- 오카다 미유키
- 소노 리에
- 스즈키 아키코
- 스즈키 모모코
- 타카노 모니카
- 토쿠나가 아이
- 나카하시 마키코
- 나카마 유키에
- 와타나베 마호로

연수생
- 카몬 요코
- 후에키 유코 (데뷔 전 재적)
- 히라치 레이
- 요시카와 하루나
- 스즈키 아스카
- 시미즈 아키요
- 타나카 치즈루

## 제2기 (2013년 ~ 2021년)

### 현 구성원
- 죠니시 세이라[1]
- 타카시마 나나 (리더)
- 사쿠라이 사키
- 하마사키 카호
- 와키 아카리
- 타치바나 후타바[2]

### 전 구성원
- 미나미 사나
- 이이다 사쿠라코
- 진구 사키
- 코바야시 안유